# Henrik Tagesen Reventlow
Henrik Tagesen var en jysk lavadelsmand, og leder af et nørrejysk bondeoprør. Den 8. juni 1441 blev oprørerne besejret af Christoffer 3. af Bayern under slaget ved Skt. Jørgensbjerg i Han Herred. Henrik Tagesen blev henrettet den 12. juni 1441 i Aalborg for sin rolle i oprøret.